# ファンキートマト
ファンキートマト(Funky Tomato)は、1978年10月8日から1993年3月29日までテレビ神奈川で放送されていた、音楽バラエティ番組。略称：ファントマ。

## 概要・歴史
放送時間は毎週月曜日の19時00分 - 20時45分。※番組開始当初は毎週日曜日20時00分 - 20時55分に放送。また、毎週金曜日20時01分 - 21時24分、毎週月曜日19時30分 - 20時59分の時期もあった。
前身番組のタイトルは『ファンキートマト電リクワイド90分!』、後に『ファントマ90』、末期は『ファンキートマト'9X』となる。
生放送番組。視聴者から電話で洋楽リクエスト曲を募る電リク番組。スタジオの片隅に女性の電話オペレーターを多数配置し、リクエストを受付。番組開始当時としては珍しい番組形態で、独立UHF局ならではの番組という声も聞かれた。
TVKで放送されていた「TOMATO」もの（『ミュージックトマト』『Live TOMATO』 『夕焼けトマト』『TVグラフィックおしゃべりトマト』『トマト・パーティー』）と共に、音楽・バラエティーに強いTVKのイメージを打ち出した番組の一つでもある。 
当時はまだ放送される事が少なかった洋楽ヒット曲のビデオクリップを中心に据えつつ、洋楽やアーチストに関する情報も伝えていた。テレビメディアに生出演することがほとんどなかった海外の音楽関連アーティスト・映画関連アーティストが時折、ゲストとしてプロモーションで来日した際の出演もあり、インタビューの他にも演奏や、歌を唄う事もあった。（ほとんどの場合、口パクではあった）。
同じTVKの別番組全米TOP40の内容をスポットで紹介するコーナーを中村真理が、映画紹介のコーナーを斉藤洋美がそれぞれ担当。番組開始当初は明治製菓が同番組の筆頭スポンサーであったことから、番組内で当時、同社の主力商品のカールやチョコレート菓子の生コマーシャルも行われ、司会者・ゲスト達が商品を試食し「おいしい」とほめるのが毎回の流れ。音楽や映画情報だけでなく、若者向けのファッション他の文化や、サーフィンなどのスポーツ情報も折り込まれた。
その後、1990年代に入り、番組のリニューアルが行われた。筆頭スポンサーがソニーに変わったこともあり、スタジオがそれまでのTVK本社・第1スタジオ（当時。中区山下町の本社放送センター）から、東京都中央区銀座（数寄屋橋）にある銀座ソニービル内に当時設けられていたフリースペース「ソミド」からの生放送へと変更された。
スタジオが横浜から東京都心へと変更されたこともあって、さらに洋楽のアーチストがゲスト出演しやすい環境ともなった。また番組出演者も若返りが行われ、高城剛やチエコ・ビューティー、森若香織や赤坂泰彦なども後にレギュラー出演すると同時に音楽とは直接関係のないバラエティーに富んだ企画が盛り込まれていった。
番組最終回まで「視聴者から電話でリクエストを受け付ける」という基本は踏襲し、事前収録での放送はせず、生放送を継続していた。

## スタッフ
- テクニカルディレクター：星薫
- カメラ：小坂武志、関英夫、情野喜男
- オーディオディレクター：関口信治
- ライティングディレクター：縄豊
- サウンドエフェクト：近江一夫
- アートディレクター：古波津安則 他
- タイトルデザイン：黒田征太郎
- タイトル制作：サニー・サイド
- 構成：望月敏 他
- プランニング：吉田弘 他
- 協力：西海岸アドバタイジング、サーフマガジン、KCBQ、ライトニングボルト 他
- ディレクター：吉成英夫、いぐろしげお、山田啓司 他
- プロデューサー：住友利行、北村勝美
- 制作担当：青島芳郎
- 制作協力：スタッフルーム
- 制作著作：TVK（テレビ神奈川）

## 司会者
（時期など含め順不同）
- くず哲也（初代司会者の一人）
- 南佳孝
- シャーリー富岡
- 植田芳暁
- ヒロ寺平
- 早川なつみ
- 関口誠人
- 関秀章
- 高城剛
- チエコ・ビューティー
- 森若香織
- 電気グルーヴ

## 出演者
- 中村真理：初代司会者の一人、後にVJ
- 花房浩一：この番組の企画並びに監修を務めていた。番組末期（森若香織司会時代）には担当コーナーも持っていた。
- 津田明：この番組のサーフィン情報を担当していた。
- 川南正：サーフィン情報コーナー担当
- 斉藤洋美
- 若林この実：チャーリーズ・バーコーナー担当
- 小森和子：ムービルプラザコーナー担当
- 米米CLUB：ジェームス小野田のメイクデザインを募集するコーナーがあった。
- 平尾美保
- 根本敬：漫画家。番組末期（森若香織司会時代）に担当コーナーを持っていた。
- 佐藤生子
- 三留まゆみ：イラストレーター。番組末期（森若香織司会時代）では映画コーナーを担当。
- 赤坂泰彦：番組最末期（1992年4月 - 1993年3月）、FMのレギュラー番組終了後（20時20分以降）の出演